# Obert Grimaldi
Obert I. Grimaldi († 1252.), đenoveški patricij i prvi član dinastije Grimaldi, koji je nosio patronim u izrazu sin Grimaldija. Rodio se kao treći od četvero sinova u obitelji đenoveškog patricija i konzula Grimalda Canelle. Vjenčao se s Corradinom Spinolom, s kojom je imao četiri sina. Od njegova prvorođenog sina Grimalda II. († 1257.) potječu monegaški knezovi.